# Besteiros (Amares)
Besteiros é uma povoação portuguesa do município de Amares que foi sede da extinta Freguesia de Besteiros, freguesia  que tinha 2,02 km² de área e 576 habitantes (2011), e, por isso, uma densidade populacional de 285,1 hab/km².
A Freguesia de Besteiros foi extinta (agregada) em 2013, no âmbito de uma reforma administrativa nacional, tendo sido agregada às freguesias de Ferreiros e Prozelo, para formar uma nova freguesia denominada União das Freguesias de Ferreiros, Prozelo e Besteiros.

## História
Integrava o concelho de Entre Homem e Cávado, extinto em 31 de Dezembro de 1853, data em que passou para o concelho de Amares.

## População
| População da freguesia de Besteiros (1864 – 2011) | População da freguesia de Besteiros (1864 – 2011) | População da freguesia de Besteiros (1864 – 2011) | População da freguesia de Besteiros (1864 – 2011) | População da freguesia de Besteiros (1864 – 2011) | População da freguesia de Besteiros (1864 – 2011) | População da freguesia de Besteiros (1864 – 2011) | População da freguesia de Besteiros (1864 – 2011) | População da freguesia de Besteiros (1864 – 2011) | População da freguesia de Besteiros (1864 – 2011) | População da freguesia de Besteiros (1864 – 2011) | População da freguesia de Besteiros (1864 – 2011) | População da freguesia de Besteiros (1864 – 2011) | População da freguesia de Besteiros (1864 – 2011) | População da freguesia de Besteiros (1864 – 2011) |
| ------------------------------------------------- | ------------------------------------------------- | ------------------------------------------------- | ------------------------------------------------- | ------------------------------------------------- | ------------------------------------------------- | ------------------------------------------------- | ------------------------------------------------- | ------------------------------------------------- | ------------------------------------------------- | ------------------------------------------------- | ------------------------------------------------- | ------------------------------------------------- | ------------------------------------------------- | ------------------------------------------------- |
| 1864                                              | 1878                                              | 1890                                              | 1900                                              | 1911                                              | 1920                                              | 1930                                              | 1940                                              | 1950                                              | 1960                                              | 1970                                              | 1981                                              | 1991                                              | 2001                                              | 2011                                              |
| 356                                               | 356                                               | 391                                               | 381                                               | 386                                               | 373                                               | 392                                               | 449                                               | 447                                               | 427                                               | 387                                               | 444                                               | 565                                               | 615                                               | 576                                               |

## Lugares
- Azenha
- Banhadouro
- Barrio
- Boa Vista
- Carvalho
- Cerdedo
- Devesa
- Enxorreira
- Espinheira
- Estremadouro
- Lugar de Além
- Malheira
- Monte
- Ouvim
- Pedaço
- Portinha
- Quinta Seca
- Real
- Redondel
- Samaça
- Santo António
- Soutinho
- Souto
- Vila